# 水胡桃
水胡桃（学名：Pterocarya rhoifolia）为胡桃科枫杨属下的一个种。

## 扩展阅读
- 維基物種上的相關：水胡桃